# Arturo Goetz
Pour les articles homonymes, voir Goetz.
Arturo Goetz, né le 24 juin 1944 à Buenos Aires et mort le 28 juillet 2014 dans la même ville, est un acteur de cinéma et de théâtre argentin.

## Biographie
Diplômé d'un doctorat d'études philosophiques et économiques au Jesus College à Oxford, de 1971 à 1974, il publie un article sur l'industrialisation en Argentine en 1976. La même année, il travaille au siège de l'ONU à Genève, puis déménage à Rome.
Revenu dans son pays natal en 1982, qu'il avait quitté dans les années 1960 sous la dictature de Juan Carlos Onganía, il se tourne vers une passion : le théâtre. Il poursuit en parallèle son activité de consultant commercial. Passionné par la comédie, il est âgé de 50 ans lorsqu'il décide de se consacrer entièrement à la profession d'acteur. 
En 1998, il fait ses débuts sur le grand écran dans le film Le Nuage de Fernando Solanas, puis dans Les Complices de Nestor Montalbano. Peu à peu, Arturo Goetz s'engage dans le cinéma d'auteur, comme dans le film El Amateur en 1999.
En 2004, il est remarqué sur la scène internationale dans le film à succès La Sainte Fille de Lucrecia Martel. Dans Les Lois de la Famille de Daniel Burman, sorti en 2006, il y incarne un avocat talentueux dont le fils cherche à s'affranchir. Il travaille à nouveau aux côtés de Burman dans Les Enfants sont partis en 2008. 
Sur le petit écran, il fait des apparitions dans la série télévisée La Bella Otero de Jordi Frades en 2008 et dans le téléfilm italien Scusate il disturbo de Luca Manfredi en 2009.
Il meurt le 28 juillet 2014 dans sa ville natale, âgé de 70 ans.

## Filmographie

### Cinéma
- 1998 : Cómplices : le commissaire
- 1999 : El Amateur : Concejal
- 2000 : El Camino : Francisco Irureta
- 2001 : Four Aims and Flyin' Shoes : Gustavo
- 2004 : La Sainte Fille : Dr. Vesalio
- 2004 : Cama adentro
- 2006 : Les Lois de la famille : Bernardo Perelman
- 2007 : El otro : le notaire
- 2007 : L'Assaillant : Ramos
- 2007 : La Fiancée errante (Una novia errante) : Padre
- 2008 : Les Enfants sont partis : Dr. Sprivak
- 2008 : La sangre brota : Arturo
- 2008 : La fenêtre
- 2009 : En nuestros corazones para siempre
- 2009 : The City of Your Final Destination de James Ivory : un invité de Mme Van Euwen
- 2009 : Le Voyage de Lucia : Dr. Garcia
- 2009 : Puzzle : Roberto
- 2009 : El cuarto de Leo : Juan
- 2009 : Los condenados d'Isaki Lacuesta : Raúl
- 2010 : Un Fotógrafo (court-métrage) : le photographe
- 2010 : Hija del sol : l'annonceur
- 2010 : Sin retorno : El Liquidador
- 2011 : Imagenes para antes de la Guerra (court-métrage)
- 2011 : Desmadre
- 2012 : Historias breves 7
- 2012 : La Guerra del Maiale
- 2012 : Errata
- 2012 : La sublevación
- 2013 : Mala : le mari de Mónica
- 2013 : Roa : Umland
- 2014 : Muerte en Buenos Aires : un des hommes de Polo

### Télévision
- 1999 : Campeones de la vida  (série télévisée) : Dr. Alves
- 2002 : Son amores (série télévisée)
- 2008 : La bella Otero (mini-série télévisée)
- 2008 : Donne assassine (série télévisée) (épisode Chiara)
- 2009 : Scusate il disturbo (TV) : Gino
- 2010 : Lo que el tiempo nos dejó (mini-série télévisée)
- 2011 : Maltratadas (mini-série télévisée)
- 2013 : Historias de corazón (mini-série télévisée) : Mario (épisode Mi cuerpo, mi vida)
- 2013 : Historias de diván (mini-série télévisée) : Rodolfo
- 2013 : Santos y pecadores (mini-série télévisée) : (épisode Entre muros)

## Distinctions
Il remporte le Cóndor de Plata du meilleur acteur pour son rôle dans Les Lois de la Famille en 2006. Il remporte également le Prix du Meilleur Acteur au Bafici 2007 pour son rôle dans L'Assaillant en 2007.